# Albert Costa
Albert Costa i Casals, španski tenisač, * 25. junij 1975, Lleida, Španija.
Albert Costa je nekdanja številka šest na moški teniški lestvici in zmagovalec enega posamičnega turnirja za Grand Slam. Uspeh kariere je dosegel z zmago na turnirju za Odprto prvenstvo Francije leta 2002, ko je v finalu v štirih nizih premagal Juana Carlosa Ferrera. Na turnirjih za Odprto prvenstvo Avstralije se mu je uspelo najdlje uvrstiti v četrtfinale leta 1997, na turnirjih za Odprto prvenstvo ZDA v četrti krog leta 2001, Na turnirjih za Odprto prvenstvo Anglije pa v drugi krog v letih 1996 in 1998. Najvišjo uvrstitev na moški teniški lestvici je dosegel 22. julija 2002, ko je zasedal šesto mesto. V letih 1996 in 2000 je nastopil na olimpijskem turnirju, kjer je leta 2000 osvojil bronasto medaljo v moških dvojicah skupaj z Àlexom Corretjo.

## Finali Grand Slamov posamično (1)

### Zmage (1)
| Leto | Turnir                    | Nasprotnik v finalu | Rezultat finala    |
| 2002 | Odprto prvenstvo Francije | Juan Carlos Ferrero | 6–1, 6–0, 4–6, 6–3 |